# イントラクラスト

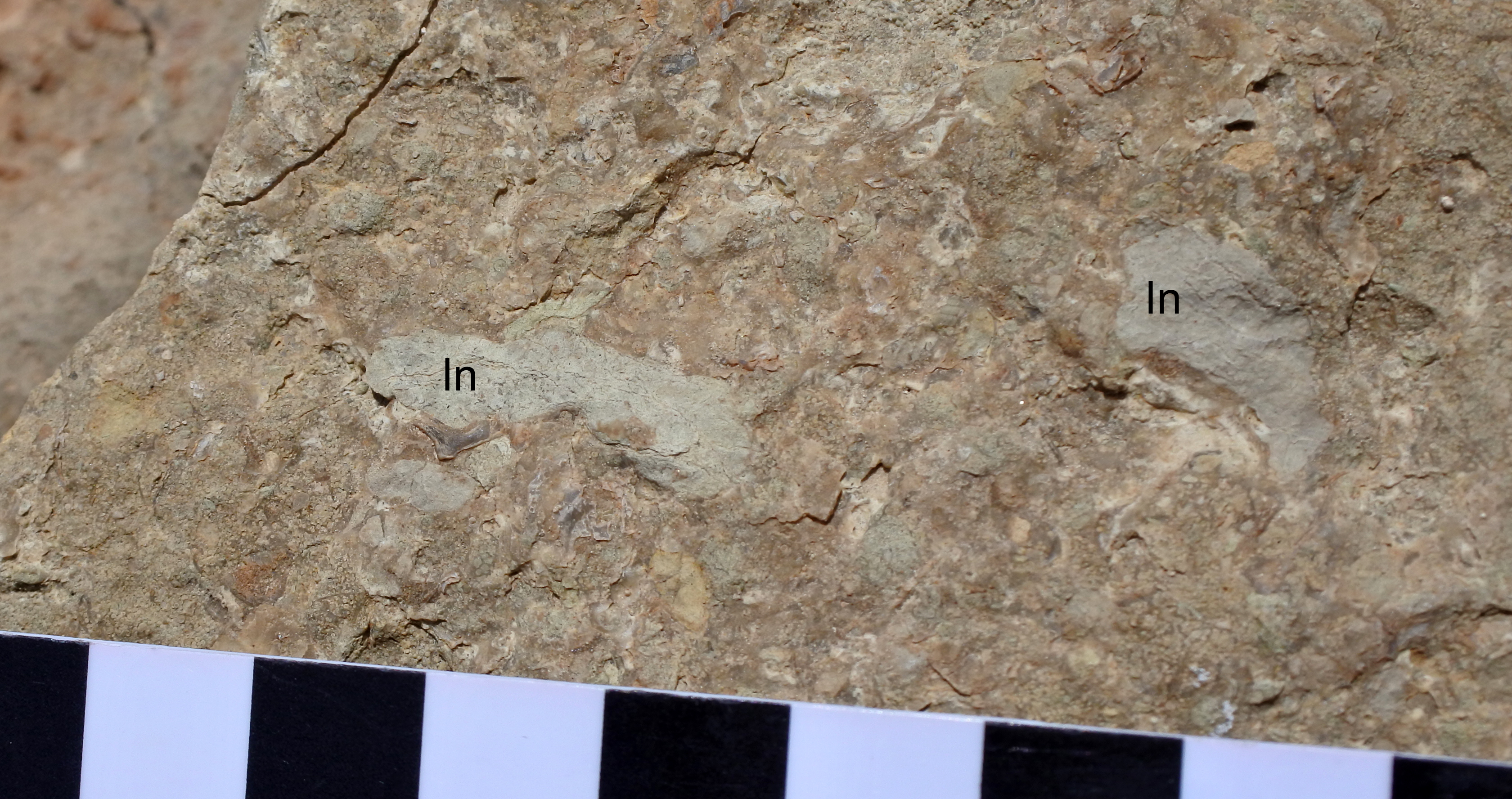
アメリカ合衆国ユタ州のイントラクラスト

イントラクラストは、同一の堆積盆地あるいは同一の水域で固結した炭酸塩堆積物が、準同時的に侵食されて再堆積したもの。当初は波浪のエネルギーによって形成されると考えられていたため、最もエネルギーの高い炭酸塩岩の堆積環境の指標として扱われていた。しかし1965年に生物擾乱でも同様の粒子が形成されることが判明しており、高エネルギー環境を示す十分条件ではないことが分かっている。石灰岩の年代よりもそれに含まれる石灰岩礫が遥かに古い場合には、エクストラクラストやリソクラストとも呼ばれる。
イントラクラストは一般に砂から小礫程度の粒径で、円摩度は比較的高いものが多い。

## 成因
イントラクラストは潮上帯から潮間帯の炭酸塩堆積物に多く見られる。
- リーフクラスト

波や流れの卓越する場で発達した生物礁において、急傾斜の堆積体が形成されたことにより生成したもの。海側の礁斜面に特に堆積する。
- 黒色ペブル

潮上帯において、土壌中の植物起源有機物が未固結の炭酸塩粒子の表面に沈着して形成されたと考えられる、不定形の礫。暗灰色から黒色を示す。堆積場が陸上に露出したことを示唆しており、海水準変動の復元に用いられる。
- 石灰質扁平礫

断面が扁平な炭酸塩の同時礫。潮間帯と潮下帯で産出する。前者は潮上帯で乾裂して多角形状に割れた泥（マッドポリゴン）が侵食を受けたもの、後者は半固結状態から固結状態にある石灰岩層が波浪で侵食されたものが挙げられる。後者は礫の長軸と流れの方向が平行であるため、堆積当時の水流の復元が可能である。
この他に初期続成作用に伴う堆積物の体積変化や、生物による浸食も成因として挙げられる。